# Mistrzostwa Europy Juniorów w Saneczkarstwie 1981
27. Mistrzostwa Europy juniorów w saneczkarstwie 1981 odbyły się 12 stycznia w Bludenz, w Austrii. Rozegrane zostały trzy konkurencje: jedynki kobiet, jedynki mężczyzn oraz dwójki mężczyzn. W klasyfikacji medalowej najlepsi byli reprezentanci Niemieckiej Republiki Demokratycznej.

## Terminarz
| Data             | Miejscowość | Konkurencja      | Złoto                    | Srebro                            | Brąz                        |
| ---------------- | ----------- | ---------------- | ------------------------ | --------------------------------- | --------------------------- |
| 12 stycznia 1981 | Bludenz     | Jedynki kobiet   | Steffi Martin            | Birgit Weise                      | Jutta Garbe                 |
| 12 stycznia 1981 | Bludenz     | Jedynki mężczyzn | Jörg Hoffmann            | Detlef Bertz                      | Wilfried Vogel              |
| 12 stycznia 1981 | Bludenz     | Dwójki mężczyzn  | František Bím Jiří Kraus | Thomas Schwab Wolfgang Staudinger | Jens Schenke Jens Friedrich |

## Wyniki

### Jedynki kobiet
- Data / Początek: Poniedziałek 12 stycznia 1981

| Medal | Zawodniczka       | Narodowość     |
| ----- | ----------------- | -------------- |
|       | Steffi Martin     | NRD            |
|       | Birgit Weise      | NRD            |
|       | Jutta Garbe       | NRD            |
| 4.    | Ruth Tagwerker    | Austria        |
| 5.    | Rosi König        | RFN            |
| 6.    | Annefried Göllner | Austria        |
| 7.    | Elena Porosowa    | ZSRR           |
| 8.    | Irina Daniliuk    | ZSRR           |
| 9.    | Rita Gheorghita   | Rumunia        |
| 10.   | Silvia Salzgeber  | Austria        |
| 11.   | Gabriela Haja     | Rumunia        |
| 12.   | Lucyna Kabat      | Polska         |
| 13.   | Darina Spakova    | Czechosłowacja |
| 14.   | Dzintra Salnietse | ZSRR           |
| 15.   | Marta Miśkowiec   | Polska         |
| 16.   | Valentina Tolar   | Jugosławia     |
| 17.   | Lotta Dahlberg    | Szwecja        |
| 18.   | Maria Olofsson    | Szwecja        |
| 19.   | Birgit Partholl   | RFN            |
| 20.   | Kathi Schenkel    | Szwajcaria     |
| 21.   | Gro-Ellen Höimyr  | Norwegia       |
| 22.   | Constanze Zeitz   | RFN            |

### Jedynki mężczyzn
- Data / Początek: Poniedziałek 12 stycznia 1981

| Medal | Zawodnik             | Narodowość     |
| ----- | -------------------- | -------------- |
|       | Jörg Hoffmann        | NRD            |
|       | Detlef Bertz         | NRD            |
|       | Wilfried Vogel       | NRD            |
| 4.    | Otto Mayregger       | Austria        |
| 5.    | Bernhard Kammerer    | Włochy         |
| 6.    | Andriej Enkow        | ZSRR           |
| 7.    | Stefan Fischer       | RFN            |
| 8.    | Norbert Huber        | Włochy         |
| 9.    | Dan Comsa            | Rumunia        |
| 10.   | František Bím        | Czechosłowacja |
| 11.   | Normund Tashkans     | ZSRR           |
| 12.   | Reidar Gärdebäck     | Szwecja        |
| 13.   | Anders Näsström      | Szwecja        |
| 14.   | Markus Prock         | Austria        |
| 15.   | Ryszard Michalik     | Polska         |
| 16.   | Manfred Heinzelmaier | Belgia         |
| 17.   | Torsten Görlitzer    | NRD            |
| 18.   | Jiří Kraus           | Czechosłowacja |
| 19.   | Peter Förster        | Czechosłowacja |
| 20.   | Grzegorz Król        | Polska         |
| 21.   | Agris Veveris        | ZSRR           |
| 22.   | Viorel Facalet       | Rumunia        |
| 23.   | Martin Paffe         | RFN            |
| 24.   | Nils Peter Gill      | Norwegia       |
| 25.   | Bojan Miklavcic      | Jugosławia     |
| 26.   | Franz Lechleitner    | Austria        |
| 27.   | Krzysztof Paluch     | Polska         |
| 28.   | Jurij Charczenko     | ZSRR           |
| 29.   | Sebastian Elecosta   | Włochy         |
| 30.   | Ola Thuresson        | Szwecja        |
| 31.   | Tilo Bauer           | RFN            |
| 32.   | Thomas Schwab        | RFN            |
| 33.   | Roman Rozman         | Jugosławia     |
| 34.   | Markus Harboe        | Norwegia       |
| 35.   | Per Klaastad         | Norwegia       |
| 36.   | Civind Carstens      | Norwegia       |

### Dwójki mężczyzn
- Data / Początek: Poniedziałek 12 stycznia 1981

| Medal | Zawodnik                             | Narodowość     |
| ----- | ------------------------------------ | -------------- |
|       | František Bím Jiří Kraus             | Czechosłowacja |
|       | Thomas Schwab Wolfgang Staudinger    | RFN            |
|       | Jens Schenke Jens Friedrich          | NRD            |
| 4.    | Otto Mayregger Markus Prock          | Austria        |
| 5.    | Bernhard Kammerer Sebastian Elecosta | Włochy         |
| 6.    | Hans-Joachim Menge Detlef Bertz      | NRD            |
| 7.    | Siegfried Federer Norbert Huber      | Włochy         |
| 8.    | Normund Tashkans Agris Veveris       | ZSRR           |
| 9.    | Dan Comsa Constantin Raducanu        | Rumunia        |
| 10.   | Franz Lechleitner Stefan Mair        | Austria        |
| 11.   | Andriej Poljakow Michaił Kanatow     | ZSRR           |
| 12.   | Michael Carlsson Reidar Gardebäck    | Szwecja        |
| 13.   | Krzysztof Paluch Grzegorz Król       | Polska         |

## Klasyfikacja medalowa
| Miejsce | Państwo        |   |   |   | Razem |
| ------- | -------------- | - | - | - | ----- |
| 1.      | NRD            | 2 | 2 | 3 | 7     |
| 2.      | Czechosłowacja | 1 | 0 | 0 | 1     |
| 3.      | RFN            | 0 | 1 | 0 | 1     |